# Ачхоти
Ачхоти (груз. აჩხოტი) — село в Грузии, на территории Казбегского муниципалитета края (мхаре) Мцхета-Мтианети.

## География
Село находится в северо-восточной части Грузии, на правом берегу реки Терек, на расстоянии приблизительно 3 километров (по прямой) к юго-западу от посёлка городского типа Степанцминда, административного центра муниципалитета. Абсолютная высота — 1761 метр над уровнем моря.

## Население
По результатам официальной переписи населения 2014 года в Ачхоти проживало 167 человек (88 мужчин и 79 женщин). В национальном составе грузины составляли 99,4 %.
| Год  | Население, человек |
| ---- | ------------------ |
| 2002 | 251                |
| 2014 | ↘ 167              |